# О, піонери!
«О піонери!» (англ. O Pioneers!) — роман американської письменниці Вілли Катер 1913 року, написаний, коли вона жила в Нью-Йорку. Це був її другий опублікований роман. Назва є посиланням на вірш Волта Вітмена «Піонери! О піонери!» зі збірки віршів «Листя трави» (1855).

## Вступ до сюжету

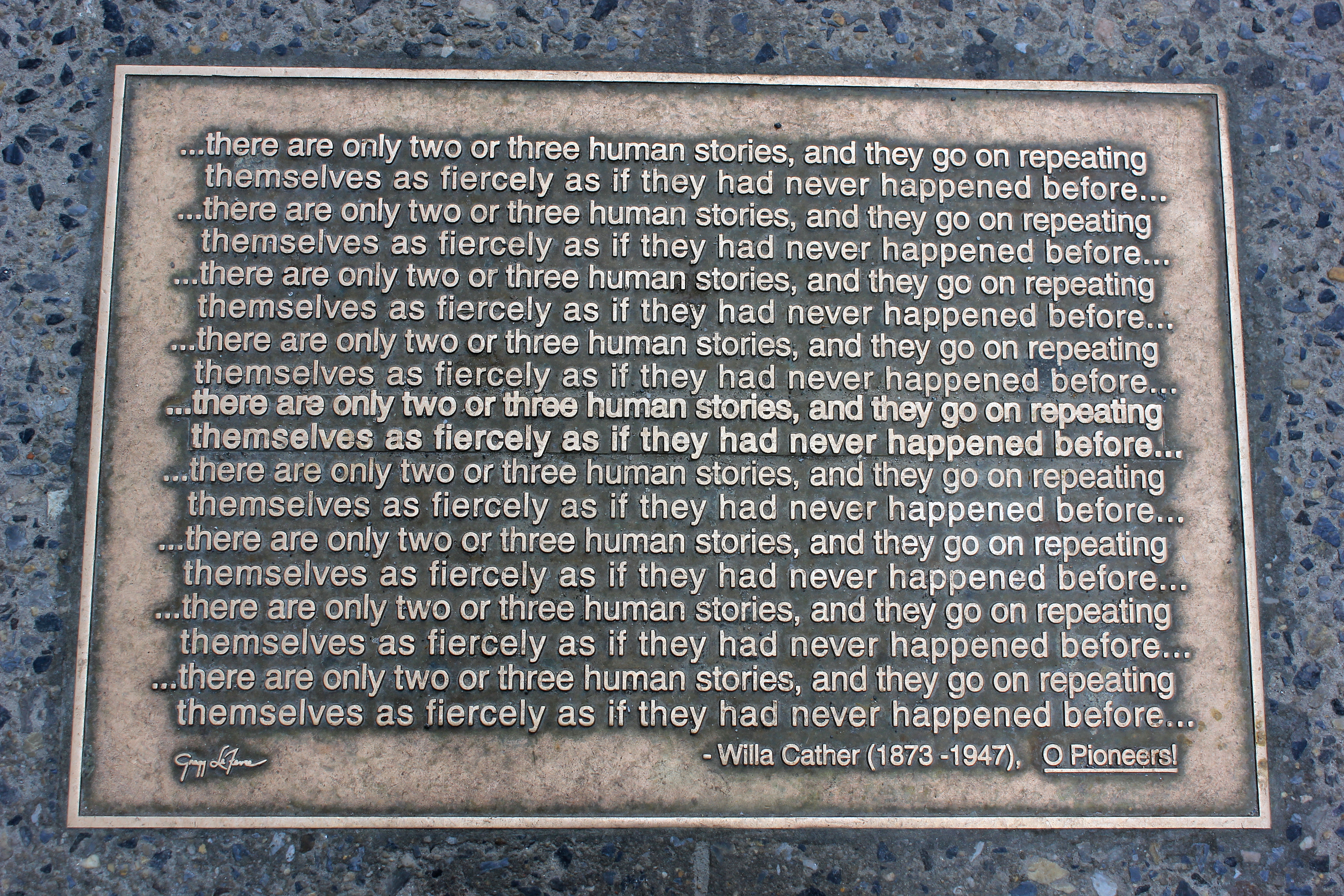
«Є лише дві-три людські історії, і вони постійно повторюються…»

«О піонери!» розповідає історію Бергсонів, родини шведсько-американських іммігрантів на фермі поблизу вигаданого міста Ганновера, штат Небраска, на межі ХХ століття. Головна героїня, Александра Бергсон, після смерті батька успадковує родинну ферму і присвячує своє життя тому, щоб зробити ферму життєздатним господарством у той час, коли багато інших іммігрантських родин опускають руки і залишають прерії. У романі також йдеться про два романтичні стосунки: між Александрою та другом сім'ї Карлом Лінструмом, а також між братом Александри Емілем та заміжньою Марі Шабатою.

## Короткий виклад
Книга поділена на п'ять частин, кожна з яких має кілька розділів.

### Частина I. Дика земля
Вітряного січневого дня в Ганновері, штат Небраска, Александра Бергсон перебуває зі своїм п'ятирічним братом Емілем, чиє кошеня вилізло на телеграфний стовп і боїться злізти. Александра просить свого сусіда і друга Карла Лінструма зняти кошеня. Пізніше Александра знаходить Еміля в крамниці разом з Марі Товескі. Вони граються з кошеням. Марі живе в Омасі і гостює у свого дядька Джо Товескі.
Батько Александри помирає, і він хоче, щоб вона керувала фермою після його смерті. Пізніше Александра та її брати Оскар і Лу відвідують Івара, відомого як Божевільний Івар через його неортодоксальні погляди. Наприклад, він спить у гамаку, вірить, що не можна вбивати жодної живої істоти, і ходить босоніж влітку і взимку. Але він відомий тим, що зцілює хворих тварин. Александра турбується про своїх свиней, оскільки свині багатьох сусідів помирають. Божевільний Івар радить їй тримати свиней у чистоті, а не дозволяти їм жити в бруді, і давати їм свіжу, чисту воду і хорошу їжу. Це лише підтверджує думку Оскара та Лу, що Івар заслуговує на ім'я Божевільний Івар. Александра, однак, починає будувати плани щодо того, куди вона переселить свиней.
Після багаторічного неврожаю багато сусідів Бергсонів продають землю, навіть якщо це означає зазнати збитків. Потім вони дізнаються, що Лінструми також вирішили виїхати. Оскар і Лу теж хочуть поїхати, але ні їхня мати, ні Александра не дозволяють. Відвідавши села внизу, щоб побачити, як вони живуть, Александра вмовляє братів закласти ферму, щоб купити більше землі, в надії стати багатими землевласниками.

### Частина ІІ. Сусідні поля
Шістнадцять років потому ферми процвітають. Александра та її брати розділили спадок, а Еміль щойно повернувся з коледжу. Ферма Лінструма зазнала краху, і Марі, яка тепер одружена з Френком Шабатою, її купила. Того ж дня до Бергсонів завітав Карл Лінструм, якого вони не бачили тринадцять років (Примітка: Карл каже, що минуло шістнадцять років, але це текстова помилка. Джон Бергсон помер шістнадцятьма роками раніше, а сім'я Карла виїхала під час посухи, яка настала трьома роками пізніше). Зазнавши невдачі з роботою в Чикаго, він їде на Аляску, але вирішує на деякий час залишитися з Александрою. Карл помічає зростаючий флірт між Емілем і Марі. Лу та Оскар підозрюють, що Карл хоче одружитися з Александрою, і обурюються через те, що Карл може стати власником частки ферми Александри, яку вони досі вважають своєю і яку в іншому випадку успадкують їхні діти. Це викликає проблеми між Александрою та її братами, і вони перестають розмовляти один з одним. Карл, усвідомлюючи проблему, вирішує поїхати на Аляску. У той же час Еміль оголошує, що їде подорожувати Мексикою. Александра залишається сама.

### Частина III. Зимові спогади
Зима знову оселилася над Дивайдом; пора, коли природа відновлюється, коли вона занурюється в сон між плодовитістю осені та пристрастю весни. Птахи відлетіли. Кипуче життя, що триває внизу, у довгій траві, винищене. Степовий собака тримається своєї нори. Кролики, тремтячи, бігають від однієї замерзлої грядки до іншої і з усіх сил намагаються відшукати обморожені качани капусти. Вночі койоти блукають зимовими пустирями, виючи в пошуках їжі. Строкаті поля тепер одного кольору; пасовища, стерня, дороги і небо — однакового свинцево-сірого кольору. Живоплоти і дерева ледь помітні на тлі голої землі, що набула шиферного відтінку. Земля замерзла так сильно, що на ній боляче ходити по дорогах чи по розораних полях. Це ніби залізна країна, і дух гнітить її суворість і меланхолія. Можна легко повірити, що в цьому мертвому ландшафті назавжди вимерли зародки життя і плодючості. Александра проводить зиму на самоті, за винятком рідкісних візитів Марі, яку вона відвідує разом з місіс Лі, свекрухою Лу. У неї також збільшилася кількість загадкових снів, які вона бачить з дитинства. Ці сни про сильну, богоподібну чоловічу постать, яка несе її над полями.

### Частина IV. Біла шовковиця
Еміль повертається з Мехіко. Його найкраща подруга, Амеде, взяла шлюб і має маленького сина. На ярмарку у французькій церкві Еміль і Марі вперше цілуються. Пізніше вони зізнаються у своєму незаконному коханні, й Еміль вирішує поїхати на юридичний факультет до Мічигану. Перед його від'їздом через розрив апендикса помирає Амеде, і в результаті Еміль та Марі усвідомлюють, що вони цінують найбільше. Перед від'їздом до Мічигану Еміль заїжджає на ферму Марі, щоб востаннє попрощатися, і вони палко обіймаються під білою шовковицею. Закохані залишаються там кілька годин, поки чоловік Марі, Френк, знаходить їх і у п'яному гніві застрелює. Він тікає до Омахи, де згодом зізнається у скоєнні злочину. Івар знаходить покинутого коня Еміля, що спонукає його шукати хлопця і знайти тіла.

### Частина V. Александра
Після смерті Еміля Александра розгублена, шокована і трохи приголомшена. Вона зникає під час дощу. Івар вирушає на її пошуки і приводить додому, де вона міцно спить і бачить сни про смерть. Потім вона вирішує відвідати Френка у Лінкольні, де він перебуває у в'язниці. У місті вона проходить повз університетське містечко Еміля, зустрічає ввічливого юнака, який нагадує їй Еміля, і їй стає легше. Наступного дня вона розмовляє з Френком у в'язниці. Він виснажений і ледве може нормально говорити, і вона обіцяє зробити все можливе, щоб його звільнили; вона не має до нього жодних претензій. Потім вона отримує телеграму від Карла, в якій він повідомляє, що повернувся. Вони вирішують одружитися, не зважаючи на схвалення її братів.

## Персонажі
- Александра Бергсон: головна героїня книги. Вольова та розумна жінка. Вона отримала ферму від свого батька Джона Бергсона і протягом наступних 16 років робить її дуже процвітаючою. У другій частині книги їй близько 40 років.
- Еміль Бергсон: наймолодша дитина Джона Бергсона та матері Александри. Розумний, красивий і атлетичний хлопець. Випускник університету. Він трагічно закоханий у нещасливо одружену Марі Шабату. Він їде до Мексики, щоб уникнути спокуси коханням до Марі, але через рік не витримує і повертається.
- Івар: У першій частині роману він живе на віддаленій ділянці землі в Небрасці, куди важко дістатися. Більшість його сусідів вважають його божевільним. Він не відвідує церкву, але читає шведську Біблію і має містичні якості. Він також дуже любить тварин, особливо птахів. Після того, як він не зміг «проявити себе» на своїй садибі, Александра бере його до себе як слугу, щоб врятувати від відправки до божевільні.
- Карл Лінструм: близький друг дитинства Александри. У дорослому віці її залицяльник і чоловік.
- Сигна: наймолодша зі служниць Александри, яка народилася в Швеції, її улюблениця.
- Барні Флінн: виконроб Александри.
- Місіс Гіллер: сусідка.
- Нелсе Дженсен: залицяльник Сигни, потім чоловік.
- Енні Лі: дівоче прізвище дружини Лу.
- Пані Лі: свекруха Лу. Вона тримається старих звичок, хоча її дочка Енні та зять Лу намагаються змусити її стати сучасною та вишуканою. Одна з подруг Александри.
- Міллі: 15-річна дочка Енні. Вона грає на органі та піаніно (яке їй купила Александра).
- Стелла: молодша дочка Енні.
- Марі Товескі Шабата: чарівна сусідка, яка знає Бергсонів з дитинства. Вона тепло ставиться до всіх без упереджень чи прихильності, що дратує її чоловіка Френка, а також Еміля, який плекає до неї романтичні почуття, незважаючи на її одруження.
- Френк Шабата: чоловік Марі. Він має запальний характер і не ладнає з більшістю сусідів. У п'яному гніві він вбиває свою дружину Марі та її коханця Еміля, а сам потрапляє до в'язниці в Лінкольні.
- Альберт Товескі: батько Марі; радник в Омасі. Він не схвалює її чоловіка Френка і не рекомендує їй брати з ним шлюб.
- Амеде Шевальє: французько-американський фермер і друг Еміля на все життя.
- Анжелік Шевальє: дружина Амеде.
- Отець Дюшен: французький священик.
- Рауль Марсель: хороший друг Еміля.
- Мойсей Марсель: батько Рауля.
- Містер Шварц: наглядач у в'язниці, де утримують Френка.

## Алюзії

### Літературні
- Епіграф взято з польського національного епосу Адама Міцкевича «Пан Тадеуш».
- Марі вперше описується як одягнена, як Кейт Грінвей.
- У першому розділі діти читають твори Ганса Крістіана Андерсена та «Швейцарську родину Робінзонів».
- У четвертому розділі Александра любить читати поезію Генрі Лонгфелло.
- Багато примірників книги супроводжуються віршем «Піонери! О піонери!» Волта Вітмена, звідки, як кажуть, і походить назва.[3]
- Роман між Емілем і Марі та їхня смерть натякає на таких же трагічних закоханих Пірама й Фісбу з книги Овідія «Метаморфози». Яскравий доказ цього міститься на сторінці 173, де «білі шовковиці… були вкриті темною плямою», що прямо відповідає Овідію: nam color in pomo est.[джерело?]

### Історичні
- У першому розділі частини II Еміль і Марі згадують Яна Гуса.
- У першому розділі частини II у листах Еміля згадується Порфіріо Діас.
- У другому розділі частини II Лу згадує Вільяма Дженнінгса Браяна.

## Літературне значення
У 1921 році в інтерв'ю для Bookman Вілла Катер сказала: «Я вирішила взагалі не „писати“ — просто віддатися насолоді відновити в пам'яті людей і місця, про які я забула».

## Літературна критика
З моменту його публікації вчені писали про роман Катер «О піонери!» та проаналізовано особливості його змісту. Вони зробили це, використовуючи різні точки зору або літературні лінзи, які керують їх розумінням тексту та того, як вони досліджують кожну його частину.
Одним із прикладів літературної критики роману є робота Хелен Фіддімент Леві. Їхня робота називається «Перегородити потік: Вілла Катер», і в ній вона розглядає кілька творів Катер, включно з «О, піонери!», з точки зору того, як вони передають американський ландшафт і демонструють жіночу емансипацію. Щодо «О, піонери!», то Леві розглядає, як Кетрін звертається до середовища Небраски через історію головної героїні Александри. Леві йде далі, щоб пояснити, чому Александра відрізняється від інших жінок того часу і має можливість бути чимось більшим. Вони стверджують, що це проявляється не лише в її зовнішності, але й в інших речах, таких як відсутність сімейного статусу та її інтелект, який переважає над чоловіками, такими як її брати.
Іншим прикладом є твір Брюса Бейкера II «Регіоналізм Небраски у вибраних творах Вілли Катер». Як і в іншому прикладі, ця стаття критикує безліч творів Катер. Бейкер, однак, аналізує «О, піонери!» та інші твори Катер на основі того, як вони обговорюють і зображують ландшафт Небраски у своїх текстах. Щодо «О, піонери!», зокрема, вони з самого початку стверджують, що ландшафт зображений як важкий і невблаганний. Коли Бейкер залучає до дискусії Александру, її персонаж також аналізується відповідно до того, як вона ставиться до землі і як вона розвивала ферму своєї родини, щоб досягти успіху. Навіть коли вони завершують обговорення «О, піонери!», щоб обговорити інший твір Кетрін, їхнє заключне зауваження включає в себе коментування символізму ландшафту Небраски і того, як його значення може трансформуватися на будь-кого і будь-що.

## Фон
Катер переїхала до Нью-Йорка і частково написала роман, живучи в Черрі-Веллі з Ізабель МакКланг. Вона завершила його в будинку МакКлангів у Піттсбурзі.